# Báthory Zoltán (zenész)
Báthory Zoltán (1978–) magyar születésű amerikai zenész, zeneszerző, producer a Los Angeles-i Five Finger Death Punch heavy metal együttes alapítója, ritmusgitárosa és fő dalszerzője.

## Élete és művészete
Katonacsaládból származik, szülei a Magyar Néphadseregben dolgoztak, gyermekkorát különböző tiszti telepeken töltötte. Azóta is nagy tisztelője a katonáknak és a rendőröknek, aktívan tevékenykedik olyan jótékonysági szervezetekben, amelyek háborús veteránokat és visszavonult rendőröket segítenek.
Amikor 13-14 évesen először hallotta az Iron Maident, tudta, hogy zenész szeretne lenni. A Maiden mellett az Accept, a Pantera és az Anthrax voltak rá a legnagyobb hatással.
1992-ben hagyta el Magyarországot, hogy New Yorkba költözhessen. 2004-ben csatlakozott a post-grunge zenekarhoz, az U.P.O.-hoz, a basszista, Ben Shirley helyére, de csak turnén játszott velük, és 2005-ben kiszállt. Aztán megalapította a Five Finger Death Punchot. Ő találta ki a zenekar nevét, a kifejezés Quentin Tarantino Kill Bill című filmjéből ismeretes, Báthory maga is kungfumozi-rajongó. Mind a zenekar, mind Báthory széles körben elismert az amerikai metaléletben, 2010-ben ő kapta a Dimebag Shredder díjat a Revolver Golden Gods díjátadón. A BC Rich pedig 3 saját gitárt készített számára.
A zenélés mellett Zoltán pilótáskodik és egy ideig az űriparban is dolgozott, illetve az övé egy dzsúdzsucu-felszerelést gyártó cég is, az Alpha Dog Combat Gear. Emellett fekete öves dzsúdós, kungfus, és dzsúdzsucuban is jártas. Egy interjúban mondta, hogy sokat tanult himalájai jógiktól és japán szerzetesektől. Las Vegasban él, mert szereti az olyan városokat, amelyek sohasem alszanak. Az ilyenek közül Oszaka a kedvence. Egyéb hobbijai közé tartozik a paintball és a dzsúdzsucu. Zoltán a 2010-es évek heavy metaljának egyik legsikeresebb dalszerzője és producere.